# Kelechi Nwakali
Kelechi Nwakali (Owerri, Nigeria, 5 de junio de 1998) es un futbolista nigeriano que juega de centrocampista en el Barnsley F. C. de la League One. Es hermano del también futbolista Chidiebere Nwakali y es internacional por la selección de fútbol de Nigeria.

## Trayectoria
Nwakali comenzó su carrera en la Diamond Football Academy de su país natal y en 2016 fue firmado por el Arsenal F. C. para jugar en su equipo filial. Con el primer equipo del Arsenal no llegó a debutar, por lo que fue cedido al MVV Maastrich de la Segunda División neerlandesa, al VVV Venlo de la Eredivisie y de nuevo en el MVV Maastrich. Durante la temporada 2018-19 se marchó a préstamo al filial del Oporto, con el que disputó un total de 16 partidos.
En septiembre de 2019 firmó con la S. D. Huesca por tres temporadas tras desligarse del Arsenal F. C. En su primera temporada lograría el ascenso a la Primera División con el conjunto oscense. En el inicio de la temporada 2020-21 jugó siete encuentros entre Liga y Copa del Rey, por lo que el 31 de enero de 2021 la S. D. Huesca lo cedió a la A. D. Alcorcón, en ese momento equipo de la Segunda División, hasta final de temporada. Tras la misma volvió al conjunto oscense, abandonándolo definitivamente en abril de 2022 tras llegar a un acuerdo para la rescisión de su contrato que expiraba en junio de ese mismo año. Después de tres meses sin equipo, el 21 de julio se unió a la S. D. Ponferradina, teniendo así la oportunidad de seguir jugando en la segunda categoría del fútbol español.
En el año que estuvo en Ponferrada disputó 37 partidos y el 20 de julio de 2023 fue traspasado al G. D. Chaves. Con este equipo jugó 32 encuentros en la Primera Liga y al año siguiente se marchó al Barnsley F. C. inglés.

## Selección nacional

### Categorías inferiores
En 2015 con la selección de fútbol sub-17 de Nigeria conquistó el Mundial de Fútbol Sub-17 y fue nombrado Balón de Oro del campeonato.

#### Participaciones en Copas del Mundo
| Mundial             | Sede  | Resultado | Partidos | Goles |
| ------------------- | ----- | --------- | -------- | ----- |
| Mundial Sub-17 2015 | Chile | Campeón   | 7        | 3     |

### Absoluta
El 25 de diciembre de 2021 fue convocado por la selección absoluta para participar en la Copa Africana de Naciones 2021. Realizó su debut el 11 de enero de 2022 en la victoria por uno a cero ante Egipto correspondiente a la primera jornada de la fase de grupos del torneo.

#### Participaciones en Copa Africana de Naciones
| Copa                           | Sede    | Resultado        | Partidos | Goles |
| ------------------------------ | ------- | ---------------- | -------- | ----- |
| Copa Africana de Naciones 2021 | Camerún | Octavos de final | 3        | 0     |

## Clubes
| Club                     | País         | Año       |
| ------------------------ | ------------ | --------- |
| Diamond Football Academy | Nigeria      | 2015-2016 |
| Arsenal F. C. sub-23     | Inglaterra   | 2016-2019 |
| MVV Maastricht (cedido)  | Países Bajos | 2016-2017 |
| VVV-Venlo (cedido)       | Países Bajos | 2017-2018 |
| MVV Maastricht (cedido)  | Países Bajos | 2018      |
| F. C. Porto "B" (cedido) | Portugal     | 2018-2019 |
| S. D. Huesca             | España       | 2019-2022 |
| A. D. Alcorcón (cedido)  | España       | 2021      |
| S. D. Ponferradina       | España       | 2022-2023 |
| G. D. Chaves             | Portugal     | 2023-2024 |
| Barnsley F. C.           | Inglaterra   | 2024-     |